# گونزنهایم
گونزنهایم (به آلمانی: Mainz-Gonsenheim) یک منطقهٔ مسکونی در آلمان است که در ماینتس واقع شده‌است. گونزنهایم  ۲۳٬۹۲۵ نفر جمعیت دارد.